# 一酸化炭素デヒドロゲナーゼ (フェレドキシン)
一酸化炭素デヒドロゲナーゼ (フェレドキシン)（carbon-monoxide dehydrogenase (ferredoxin)）は、メタン代謝酵素の一つで、次の化学反応を触媒する酸化還元酵素である。
CO + H2O + 2 酸化型フェレドキシン {\displaystyle \rightleftharpoons } CO2 + 2 還元型フェレドキシン + 2 H+
反応式の通り、この酵素の基質は一酸化炭素と水と酸化型フェレドキシン、生成物は二酸化炭素と還元型フェレドキシンである。
組織名はcarbon-monoxide,water:ferredoxin oxidoreductaseである。